# Sandro Coelho
Sandro Coelho Leite (Río de Janeiro, 27 de junio de 1973) es un exfutbolista y actual entrenador brasileño. Se desempeñaba como centrocampista y pasó la mayor parte de su carrera en Bolivia, su último club antes de retirarse fue The Strongest de la Primera División de Bolivia.

## Trayectoria
Coelho desarrolló su carrera en las categorías inferiores del Botafogo de Futebol e Regatas. Más tarde jugó profesionalmente para los clubes brasileños América Football Club en 1995, y Esporte Clube Bahia en 1996. Al año siguiente, Coelho llegó a La Paz, Bolivia, para jugar en el club The Strongest. Desde el principio causó una buena impresión y el club decidió adquirir su transferencia.
A medida que su carrera progresaba, Coelho se convirtió en un jugador clave para el equipo y un símbolo para el club, ya que ayudó a la institución a obtener 3 títulos nacionales: el Torneo Apertura y Torneo Clausura en 2003, además del Torneo Clausura en 2004. Durante el año 2007 se añadió otro título a su palmarés, al ganar el Torneo Clausura 2007 con el Club San José. Después de dos años en Oruro, él vuelve a The Strongest en 2009.
El 26 de abril de 2009, durante un partido de Liga contra Blooming, Coelho se convirtió en el segundo máximo goleador del club de todos los tiempos. Anotó 2 goles para así llegar a un total de 80, superando a Ovidio Messa, exdelantero que anteriormente lideró con 78. Por otra parte, es también el segundo máximo goleador del Clásico paceño entre The Strongest y Bolívar con 10 goles.
El 1 de junio de 2009, Coelho asumió el cargo de entrenador del primer equipo, después de la renuncia de Julio César Toresani. Su estadía se prolongó hasta principios de 2010. Actualmente dirige a Oruro Royal.

## Clubes

### Como jugador
| Club                 | País    | Año         |
| -------------------- | ------- | ----------- |
| Botafogo             | Brasil  | 1991        |
| Universidad Nacional | México  | 1992 - 1994 |
| America              | Brasil  | 1995        |
| Bahia                | Brasil  | 1996        |
| The Strongest        | Bolivia | 1996 - 2006 |
| San José             | Bolivia | 2006 - 2008 |
| The Strongest        | Bolivia | 2008 - 2009 |

### Como entrenador
| Club                     | País    | Año  |
| ------------------------ | ------- | ---- |
| San José (Interino)      | Bolivia | 2008 |
| The Strongest (Interino) | Bolivia | 2010 |
| Oruro Royal              | Bolivia | 2012 |
| Independiente Petrolero  | Bolivia | 2019 |

## Palmarés

### Títulos nacionales
| Título           | Club          | País    | Año           |
| ---------------- | ------------- | ------- | ------------- |
| Primera División | The Strongest | Bolivia | Apertura 2003 |
| Primera División | The Strongest | Bolivia | Clausura 2003 |
| Primera División | The Strongest | Bolivia | Clausura 2004 |
| Primera División | San José      | Bolivia | Clausura 2007 |